# Haute Borne (La Chapelle-la-Reine)
La Haute Borne est un menhir situé sur la commune de La Chapelle-la-Reine dans le département de Seine-et-Marne.

## Description
Le menhir est une pierre en grès de 2,10 m de hauteur de section triangulaire. Il comporte une cupule de forme ovalaire (7 cm de long sur  5 cm de large) près du sommet sur la face Sud-Sud-Est probablement d'origine naturelle.